# فئران أمي حصة
رواية فئران أمي حصة هي ثالث أعمال الروائي الكويتي سعود السنعوسي، صدرت في فبراير 2015 وبنسختها الإنجليزية في نوفمبر 2019، وهي رواية تتحدث عن آفة الفتنة الطائفية، وتدور أحداثها في الكويت منذ 1979 وحتى الزمن الافتراضي الذي تتحرّك فيه الرواية في 2020.
كتب الروائي سعود السنعوسي في فئران أمي حصة، من صميم الحياة نصّاً واقعياً، وهندسه على هيئة أحجية تناثرت في أروقة الماضي. كما جاء في شعار الرواية «الفئران آتية، احموا الناس من الطاعون»، مشيراً بذلك إلى هذه الآفة الطائفية، التي تمددت في شرايين أهلها ونفوسهم، فطاولت نقمتها كل شيء مع الحروب التي مرت على المنطقة منذ الثورة الإيرانية عام 1979، مرورًا بالحرب العراقية الإيرانية 1980-1988، ثم اجتياح القوات العراقية للكويت 1990 ثم الغزو الأميركي للعراق 2003 وصولا إلى الزمن الافتراضي الذي تتحرك فيه الرواية حيث ينتشر الطاعون الفتاك وتتهاوى أسعار النفط ويشتعل فتيل الحرب الأهلية.

## بناء الرواية
قسّم الكاتب روايته إلى نوعين من السرد، النوع الأول ما رواه تحت عنوان: «يحدث الآن» من خلال الدقة في تحديد الزمن بالساعة والدقيقة في عام 2020، والنوع الثاني ما رواه تحـــت عـــنوان: «إرث النـــار» من أحداث الماضي، مقسمه إلى أربعة فئران، وكل فأر يتألف من عدة فصول. في الفأر الأول، استخدم الكاتب في سرده ضمير المتكلم، أما في الفأر الثاني فاستخدم ضمير المخاطِب لنفسه وللآخرين. كما عاد في الفأرين الثالث والرابع إلى السرد بضمير المتكلم.

## منع الرواية وسحب النسخ من المكتبات الكويتية[2]
بعد أيامٍ قليلة من صدور رواية «فئران أمي حصة» في فبراير 2015 تم رفع النسخ من رفوف المكتبات في الكويت وتحويل الرواية إلى لجنة رقابة المطبوعات في وزارة الإعلام حيث بقيت قرابة خمسة شهور قبل البت في قرار منعها من التداول لأسباب لم يُفصِح عنها الجهاز الرقابي، ولكن المرجح أن يكون السبب الرئيس هو تناولها المسألة الطائفية وتاريخ العلاقة السنية الشيعية في الكويت. ورغم أن قرار المنع تسبب في لغظ عبر مواقع التواصل الاجتماعي دفع بعض أعضاء البرلمان الكويتي لتوجيه سؤال إلى وزير الإعلام عن أسباب المنع، فإن كل تلك المحاولات لم تنجح في إجازة الرواية رقابيا.

## حكم القضاء الكويتي وإجازة الرواية[4]
بعد استمرار منع الرواية لثلاث سنوات، وفي الخامس والعشرين من أبريل 2018، ألغت المحكمة الإدارية في الكويت، برئاسة المستشار د. نواف الشريعان قرار وزارة الإعلام في 2015 بمنع رواية «فئران أمي حصة»، والسماح بتداولها مجدداً في الكويت، وذلك لعدم سلامة القرار.
وقالت المحكمة، في حيثيات حكمها، إنه لما كانت الرواية تحمل معاني هادفة حاصلها الدعوة إلى التوحد والتمسك بالقيم الأصيلة والعريقة والتراث الخالد ومقت الطائفية ونبذها، وأتت صياغتها سليمة وأفكارها منسقة متراصة في سرد قصصي متناغم يشير إلى إبداع متمسك بالثمين من الأفكار والمعاني، طارحاً الغث منها، وتسلسلت أحداثها في أسلوب روائي متناسق، فإن الخلاف على بعض ما قد يرد بها يظل في إطار تقييمها كعمل فني لا يعبر بالضرورة عن وجهة المؤلف بقدر ما هو رصد لواقع برؤيته قد يعتريه أي من الصواب أو الخطأ.
واعتبرت «المحكمة الإدارية» أن استجلاء الأفكار لا يكون إلا بطرحها لتجد سبيلاً لنقدها بعد الوقوف على كنهها، لئلا تبقى حبيسة خيال مؤلفيها في إطار مفهوم لا يغيب يتمثل في أن الحرية المسؤولة هي دواء الفتنة الطائفية، وأنه قد اندثرت إلى غير رجعة مصادرة الرأي وحجب الفكر وترويج فقر الفكر، والأديان والعقائد السماوية تدعم وترسي حرية الفكر والإبداع، طالما لا تنال من أصولها الثابتة ومبادئها الراسخة.
وأضافت أن المحكمة وهي تبسط على المنازعة الماثلة ميزان العدل، تستند إلى قيم المجتمع وتقاليده، وتأكد حضارته وميراثه الفكري والفني والأدبي، مؤكدة حق ممارسة حرية التعبير وإن تجاوزت حد المألوف، طالما كان هذا التجاوز لا ينال من ثوابت الأمة وعقيدتها، ومستهدفاً تناول الواقع الاجتماعي في ظل ما يموج به العالم من متغيرات.
وخلصت المحكمة إلى أنها بعد قراءتها الرواية وتبيان ما حوته من أفكار وعبارات لا تجد فيها خروجاً عن الأصول الثابتة في الشرع الحنيف ومعتقداته وما طوته الشرائع السماوية قاطبة، ولا خدشاً للحياء والآداب العامة، ويضحي من ثم جديراً القضاء بإلغاء قرار الجهة الإدارية المطعون عليه بمنع نشرها، وما يترتب على ذلك من آثار، أخصها السماح بنشر وتداول رواية «فئران أمي حصة».

## طاعون 2020 ووباء كوفيد-19
افترضت رواية «فئران أمي حصة» منذ صدورها في فبراير 2015 عدة أحداث متخيلة تحقق بعضها على أرض الواقع بداية بالحرب السعودية اليمنية بعد شهر من صدور الرواية، مرورا بتفجير جامع شيعي في الكويت وهو ما تحقق في تفجير جامع الإمام الصادق بعد صدور الرواية بأربعة أشهر، وإغلاق الحدود بين دول مجلس التعاون الخليجي ونشوب أزمة خليجية مثلما تحقق في الأزمة الدبلوماسية مع قطر، وهبوط أسعار النفط، وانتشار مرض الطاعون في 2020 واعتكاف الناس في بيوتهم بسبب انتشار الوباء بصورة تشبه إلى حد بعيد أحداث انتشار وباء كورونا المستجد كوفيد-19 في أرجاء العالم.

## قيل عن الرواية
- "«فئران أمي حصة» لا تقل عندى أهمية وقيمة عن «ساق البامبو» المتوجة بجائزة البوكر، بل لعل «فئران حصة» أكثر عمقًا واتساعا فكرا وفنًّا"، الناقد المصري محمود عبد الشكور. رابط المقال.
- "لو خرج هولاكو من صفحات التاريخ لكي يضرم نارًا ضخمة في كل ما أنتجه الأدب الكويتي. تخيّل الآن هذا الهولوكوست الثقافي المؤلم الذي سيقضي على كلّ شيء. لو طلبَ مني أن أختار كتابًا واحدًا لأنقذه، كتاب واحدٌ فقط أنقله إلى أجيالنا القادمة، لاخترتُ "فئران أمّي حصّة"، الروائية الكويتية بثينة العيسى. رابط المقال.
- «يضع السنعوسي القارئ في موقف لا يمكن فيه إلا أن يصدق نبوءاته بعد أن جعل هذا المستقبل نتيجة منطقية لمقدمات واضحة للعيان وضعها الآباء في الماضي»، محمد فايز جاد. رابط المقال.
- «هذا ماجعلني أعيد النظر في ما أراه، بين الكويت التي أقيم فيها بواجهات رصينة وشوارع محايدة وباهتة لأدخل معه إلى الداخل حيث تبدو الحياة طبيعيّة وممكنة وأرى بعينه مالانراه في بلدٍ لم يعرّف إلا بوصفه بلدًا نفطيّا تفوح رائحة النفط من أرجائه»، الشاعر السوري المغيرة الهويدي. رابط المقال.

## نبذة الغلاف
ما عادت الفئران تحومُ حول قفص الدجاجاتِ أسفل السِّدرة وحسب. تسلَّلت إلى البيوت. كنتُ أشمُّ رائحةً ترابية حامضة، لا أعرف مصدرها، إذا ما استلقيتُ على أرائك غرفة الجلوس. ورغم أني لم أشاهد فأرًا داخل البيت قط، فإن أمي حِصَّه تؤكد، كلما أزاحت مساند الأرائك تكشف عن فضلاتٍ بنيةٍ داكنة تقارب حبَّات الرُّز حجمًا، تقول إنها الفئران.. ليس ضروريا أن تراها لكي تعرف أنها بيننا! أتذكَّر وعدها. أُذكِّرها: «متى تقولين لي قصة الفيران الأربعة؟». تفتعل انشغالا بتنظيف المكان. تجيب: «في الليل». يأتي الليل، مثل كلِّ ليل. تنزع طقم أسنانها. تتحدث في ظلام غرفتها. تُمهِّد للقصة: «زور ابن الزرزور، إللي عمره ما كذب ولا حلف زور..».

## اقتباسات من الرواية
- «أنتم لا تبكون موتاكم، أنتم تبكونكم بعدهم. تبكون ما أخذوه برحيلهم. يخلفونكم بلا جدار تتكئون عليه».
- «كلنا عالقين في هذا المكان الذي يسمونه وطنًا!».
- “بعضُ الأورامِ لا يكفُّ نموًّا إلا بموت الجسد”.
- “للكلمة (يُمَّه) وقعٌ موجعٌ إذا ما جاءت في وقتٍ لا تسمعكَ فيه”.
- “المصائب إن أقبلَتْ، أقبلَتْ تُمسك إحداها بيَد الأخرى”.
- “بعضنا، خشية منع الرقيب، يصيرُ رقيبا عن طيب خاطر”.
- “لا يُخلِّف الهدمُ إلا حجارة لا تصلح للبناء”.
- “ينضج واحدنا كحبة التمر، ظاهرها ليِّن ونواتها أقسى من أن تلين”.
- «هي قيامتك اليوم أزف أوانها وها أنا اليوم أكتبك خوفا منك عليك، لا أجيد شيئا بكتابتي إلا فرارًا منك إليك، لأن لا مكان لي سواك ولأنني رغم كل الخيبات فيك لا أنوي إلا أن أموت.. فيك».
- «هو.. يرتكب الخطأ\ أنت.. تكتب عن الخطأ\ آخرون يلومونك على الكتابة!».